# ビートインク
ビートインク（英: BEATINK Inc. ビートインク有限会社）は、東京とUKに拠点を持つ独立系音楽レーベル兼イベントプロデュース企業。
海外の独立系レーベル及びアーティストとライセンス契約を締結し、日本での販売流通・ マーケティング・宣伝に関わる業務全般を請け負っている。

## 概要
1994年設立。本社は東京都目黒区中目黒。クラブイベントからアートイベント、エレクトラグライドやソナーサウンドトーキョーなどの2万人以上を動員する大型フェスまで、様々な規模のイベントをプロデュースするイベント部門、ロンドンを拠点にワールドワイドに展開するマネジメント部門、多くの海外レーベルや国内外のアーティストをクライアントに持つ音楽レーベル部門であるBEAT RECORDSを運営。日本を拠点とする音楽出版社「MODE MUSIK」をグループ会社に持つ。

## 主な企画・制作・運営イベント
- 新宿リキッドルーム 杮落し / イベント制作 [1994年]
- 恵比寿ガーデンホール 杮落し / イベント制作 [1994年]
- フジロックフェスティバル /【WHITE STAGE】プロデュース [1997～2001年]
- エレクトラグライド / プロデュース [2000～2005年, 2009年, 2012年, 2013年]
- ラフォーレミュージアム原宿 リニューアルオープンイベント / プロデュース [2001年]
- 77 Million: An Audio Visual Installation By Brian Eno展（ラフォーレミュージアム）/ プロデュース [2006年]
- アンダーワールド来日公演 Oblivion Ball（幕張メッセ）/ プロデュース [2007年]
- LUMINUS（シドニー・オペラ・ハウス）/ プロデュース, アーティスト・コーディネーション　[2009年]
- SonarSound Tokyo (ageHa/Studio Coast) / プロデュース [2011～2013年]

## 主なライセンス契約

### レーベル
- 4AD
- AWAL
- XLレコーディングス
- Young（英語版）
- オン・ユー・サウンド・レコーズ
- カウンター・レコーズ
- ドミノ・レコーズ
- トゥルー・ソウツ・レコーディングス（英語版）
- ニンジャ・チューン
- ハイパーダブ
- ビッグ・ダダ（英語版）
- ブラウンズウッド・レコーディングス（英語版）
- ブレインフィーダー
- マタドール・レコード
- ラフ・トレード・レコード
- ワープ・レコーズ
- ラッキーミー（英語版）

### マネジメント
- エイドリアン・シャーウッド
- スクエアプッシャー
- ブライアン・イーノ
- ロジャー・イーノ
- ワンオートリックス・ポイント・ネヴァー